# Гленн О'Ші
Гленн О'Ші  (англ. Glenn O'Shea, 14 червня 1989) — австралійський велогонщик, олімпійський медаліст.

## Виступи на Олімпіадах
| Олімпіада   | Дисципліна                                 | Місце |
| ----------- | ------------------------------------------ | ----- |
| Лондон 2012 | Командна гонка переслідування, 4000 метрів | 2     |
| Лондон 2012 | Омніум                                     | 5     |